# جون بي. سكوت
جون بي. سكوت (بالإنجليزية: John B. Scott)‏ هو سياسي أمريكي، ولد في 1789، وتوفي في 18 سبتمبر 1854. حزبياً، نشط في الحزب الديمقراطي. وقد انتخب Recorder of New York City ‏ وانتخب عضو مجلس ولاية نيويورك.